# 캄보디아 여자 축구 국가대표팀
캄보디아 여자 축구 국가대표팀은 캄보디아를 대표하는 여자 축구 국가대표팀으로 캄보디아 축구 협회에서 관리한다. 축구는 캄보디아의 여성들에게 그리 인기있는 스포츠는 아니었는데 동티모르와의 2018년 아세안 여자 챔피언십 A조 조별리그 1차전에서 국제 A매치 첫 경기를 치렀으며 이 경기에서 12-0으로 대파했다.

## 국제 대회 경력

### 아세안 여자 챔피언십
2018년 대회를 통해 첫 국제 경기이자 국제 대회에 출전하여 동티모르와의 A조 조별리그 첫 경기에서 12-0의 대승을 거두며 국제 경기 첫 승이자 캄보디아 여자 축구 역사상 최다 점수차 승리를 기록했고 이후 2022년 대회에서 동티모르를 B조 최종전에서 3-1로 격파하는 등 1승 1무 2패·조 3위(최종 6위)로 캄보디아 여자 축구 역사상 아세안 여자 챔피언십 역대 최고 성적을 거두었다.

### 동남아시아 경기 대회
2021년 대회에 첫 출전하여 2경기에서 전패를 당했고 이 과정에서 단 1골도 넣지 못하고 12골을 얻어맞으며 A조 3팀 가운데 꼴찌로 조별리그에서 탈락하는 수모를 당했으나 홈에서 개최된 2023년 대회에서는 AFF 주관 여자 대회 첫 4강에 오르며 캄보디아 여자 축구의 새로운 역사를 만들었다.

### 아세안 위민스컵
아세안 위민스컵의 초대 대회인 2024년 대회에서 인도네시아에 이어 준우승의 성과를 거두었다.

## 성적

### AFC 여자 아시안컵
- 2018년 ~ 2022년: 불참

### 동남아시아 여자 축구 선수권 대회
- 2018년: 조별리그
- 2019년: 조별리그
- 2022년: 조별리그

### 동남아시아 경기 대회
- 2021년: 조별리그
- 2023년: 4위